# Sonic Syndicate
Sonic Syndicate er et melodisk dødsmetal-band der blev dannet i 2002 i Falkenberg, Sverige af Richard, Roger og Robin Sjunnesson under navnet Fallen Angels. Med dette navn udgav de fire demoer, og i 2005 ændrede de navnet til Sonic Syndicate.

## Medlemmer
| - Nathan J. Biggs (født 28. november 1971) – Vokal - Robin Sjunnesson – Guitar - Karin Axelsson – Bas, vokal - John Bengtsson – Trommer | - Andreas Mårtensson – Keyboard - Kristoffer Bäcklund – Trommer, bagvokal - Magnus Svensson - Bas - Roland Johansson - Vokal - Richard Sjunnesson (født 28. november 1971) - Vokal - Roger Sjunnesson – Guitar |

## Diskografi
| - 2005: Eden Fire - 2007: Only Inhuman - 2008: Love and Other Disasters - 2010: We Rule the Night - 2014: Sonic Syndicate - 2016: Confessions | - "Denied" - "Enclave" - "Jailbreak" - "Jack of Diamonds" - "My Escape" - "Power Shift" - "Burn This City" - "My Own Life" | Alle tre demoer blev udgivet under gruppens tidligere navn Fallen Angels. - 2003: Fall from Heaven - 2003: Black Lotus - 2004: Extinction |

## Fodnoter
1. 1 2  Interview of Sonic Syndicate (Swedish Heavy-Metal band) for the "Only Inhuman" release